# Кам'яний міст (Рембрандт)
«Кам'яний міст» (нід. De stenen brug) — пейзаж голландського художника часів золотої доби Рембрандта ван Рейна. Зберігається у Рейксмузеї. До подібного виду живопису Рембрандт вдавався порівняно рідко, незважаючи на велику популярність у жителів Нідерландів. Пейзажі становили приблизно десяту частину всієї творчості художника. Картина намальована за технікою Спреццатура, що характеризується вільним рухом пензля.

## Опис картини
На картині зображений міст через річку, над річкою збираються хмари. По річці пливе човен з рибалками. У центрі — сінний сарай. Вдалині височіє шпиль церкви.